# Zsámboki Gyula
Zsámboki Gyula, születési és 1904-ig használt nevén Schambach Gyula (Kassa, 1860. január 23. – Farkasdifalva, 1919. szeptember 4.) főgimnáziumi tanár, Zsámboky Pál és Zsámboki Miklós édesapja.

## Élete
Schambach János (1815–1889) kereskedő és Herbkay Franciska gyermekeként született. Középiskolai tanulmányait a Premontrei Rend Kassai Főgimnáziumában végezte. 1882-ben a Budapesti Tudományegyetemen klasszika-filológiából tanári képesítést szerzett. Az 1882/83-as tanévben a Selmecbányai Királyi Katolikus Gimnáziumban helyettes tanárként alkalmazták. Ekkoriban ismerte meg későbbi feleségét, selmeczi Pöschl Ede bányatanácsos és akadémiai tanár lányát, akit 1884-ben nőül vett. 1884 augusztusában kinevezték a Kaposvári Állami Főgimnázium helyettes tanárává, majd 1885-ben ideiglenes tanárrá, s végül 1888. július 18-án rendes tanárrá. Az 1893. augusztus 5-én keltezett miniszteri rendelettel Budapestre, az I. Kerületi Királyi Katolikus Gimnáziumban helyezték át. Az 1895/96-os tanévtől már I. Kerületi Állami Főgimnáziumban működött az 1896/97. tanév végéig. 1897-ben a vallás- és közoktatásügyi miniszter a Budapesti II. Kerületi Királyi Egyetemi Katolikus Főgimnáziumhoz helyezte át és a következő tizenöt évet ebben az intézményben töltötte. 1912-ben megviselt egészségi állapotára való tekintettel, saját kérelmére, a kultuszminiszter az I. Kerületi Állami Főgimnáziumhoz nevezte ki. 1919 augusztusában pihenés céljából Rábaszentmártonra utazott, ahol a következő hónap elején gutaütés következtében életét vesztette.
Felesége Pöschl Evelin volt.

## Művei

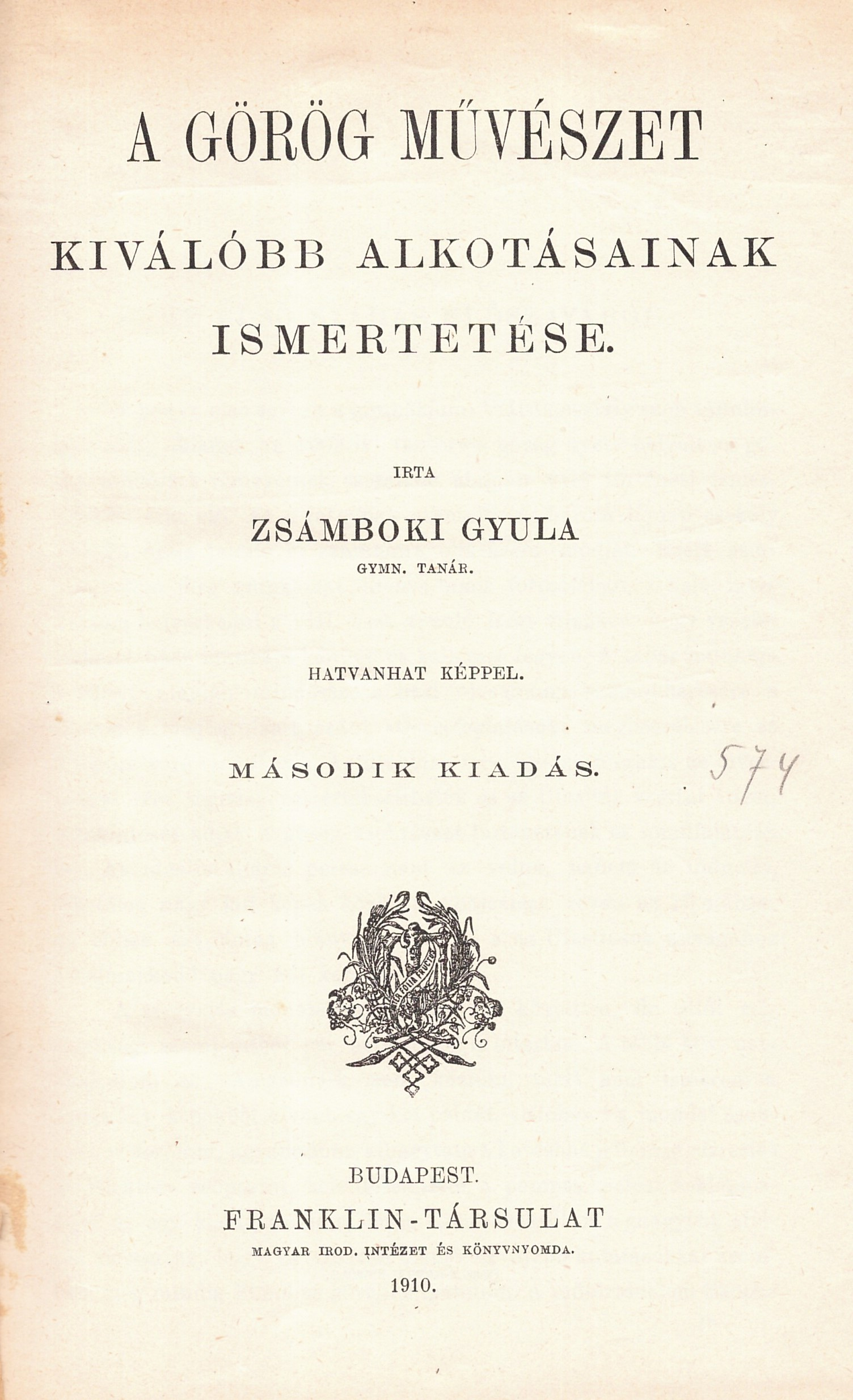
A görög művészet kiválóbb alkotásainak ismertetése

Folyóiratcikkei a kaposvári főgimnázium Értesítőjében (1886. A latin nyelvi kezdő tanítás praxisából ismertetés Közoktatás 40. sz., 1888. A latin nyelvi kezdő tanítás, ismertetés Egyetemes Philológiai Közlöny); az Országos Tanáregylet Közlönyében (1888. Cornelii Nepotis Vitae, Herausg. v. K. Erbe 1887. ism.).
Önállóan a következő művei, műfordításai, magyarázatos kiadásai jelentek meg:
- Képes könyv képek nélkül. Irta Andersen János Keresztély. Dánból ford. Budapest, 1881. (Olcsó Könyvtár 133.)
- Szemléltetés az ókori irodalmak tanításánál és a kaposvári állami főgymnasium philologiai múzeuma. Budapest, 1887. (Különnyomat az Orsz. Középiskolai Tanáregylet 1886–87. Közlönyéből.)
- Antik művészeti kirándulás. Függelékül: Szemléltetés az ókori irodalmak tanításánál és a kaposvári állami főgymnasium philologiai múzeumának leírása. 5 fénynyomatú képpel. Kaposvár, 1887. (ismertetés Egyetemes Philológiai Közlöny 1888.).
- Classica philologiai szemléltető eszközök. Kaposvár, 1889. (Különnyomat a kaposvári főgymnasium Értesítőjéből, ism. Egyet. Philol. Közlöny 1890.)
- A legfrissebb genius és egy maradi professor. A művészet oktatás kérdéséhez. Budapest, 1899. (Különnyomat a Magyar Szemléből.)
- Cicero negyedik beszéde Verres ellen. A műtárgyakról. Számos képpel. Syracusae és Sicilia térképével. Fordította Zsámboki Gyula. (130 l.) 1902.
- Cicero negyedik beszéde Verres ellen. De signis. Iskolai használatra kiadta és magyarázta Zsámboki (Schambach) Gyula. Számos képpel. Syracusae és Sicilia térképével. (158 l.) 1902
- A színes másolatok a műélvezetre való nevelésnél a vetítésük módja. Különny. a „Nemzeti Nőnevelés”-ből. (n. 8-r.) Bpest, 1903.
- Cicero negyedik beszéde Verres ellen. De Signis. Magyarázta Zsámboki Gyula. Cic. in Verr. Or. IV. 1–végig. (56 l.), 1907?
- A görög művészet kiválóbb alkotásainak ismertetése, Budapest, 1910
- Philippi Adolf. A képírás régi nagy mesterei színes képekben. –szövegének fölhasználásával, magyarázta Zsámboki Gyula. (Lex. 8-r. VIII, 108 l., 121 kép.) Bpest, 1910
- Ciceró: De imperio Gn. Pompei. Oratio ad Quirites pro lege Manilia. Iskolai használatra magyarázta: Zsámboki Gyula. 4. kiad. 83 [1] l., 1911

Az ő közreműködésével jelent meg a következő kiadvány is: A Művészettörténet faliképei. Az építészet, szobrászat és festészet köréből. Magyarázó szöveggel ellátta: Zsámboki Gyula. 3. füzet. 1. Homéros. 2. Apoxyomenos. 3. A Rondanini-féle Medusa. 4. A római Colosseum. 5. A római Pantheon belseje. 6. Holzschuber nürnbergi patricius arcképe. 7. A római Szent Péter-templom külseje. 8. A római Szent Péter templom belseje. 9. Aurora, Phoebus és a Hórák. 10. A búsuló juhász.. Magyarázó szöveg. Bp., 1912. Franklin.
Részben szerzője volt A művészetek története című mű ókori és középkori részének.